# قضاء قعطبة
قضاء قعطبة أحد أقضية لواء تعز التابع لولاية اليمن في العهد العثماني، حيث قسمت الدولة العثمانية ما كانت تحكمه من ولاية اليمن إلى أربعة ألوية رئيسية، ويندرج تحته عدد من الأقضية، ويشمل كل قضاء عدة مخاليف أو النواحي.
من نواحيه: الحشا ،النادرة ، مريس  ، عزلة بلاد الجماعي